# داستان ادبی
داستان ادبی (انگلیسی: Literary fiction) برچسبی است که در تجارت کتاب، به رمان‌های بازاری اشاره می‌کنند. که مشخصاً در یک ژانر تثبیت‌شده نمی‌گنجد (به ادبیات عامه‌پسند مراجعه کنید). یا به رمان‌هایی مراجعه کنید که شخصیت‌محور هستند نه طرح محور، و وضعیت انسان را بررسی می‌کنند، و زبان را به شیوه‌ای تجربی یا شاعرانه به‌کار می‌برند، یا صرفاً هنر محسوب می‌شوند.
داستان ادبی به‌عنوان مترادفی برای ادبیات استفاده می‌شود، به معنای انحصاری نوشته‌هایی که دارای شایستگی هنری قابل‌توجهی هستند. درحالی‌که ادبیات تخیلی معمولاً از نظر هنری برتر از ادبیات عامه‌پسند در نظر گرفته می‌شود، این دو با هم منافاتی ندارند و شخصیت‌های ادبی از ژانرهای علمی تخیلی، جنایی، عاشقانه و غیره برای خلق آثار ادبی استفاده کرده‌اند. علاوه بر این، مطالعه ژانر داستانی در دهه‌های اخیر در دانشگاه توسعه یافته است.
ژانر جریان پس‌رو گاهی اوقات در بین داستان‌های ژانری و غیر ژانری قرار می‌گیرد.